# Palace Luzern
Koordinaten: 47° 3′ 18,7″ N, 8° 19′ 11,4″ O; CH1903: 666950 / 211949
Das Hotel Palace Luzern, der offizielle Name ist Mandarin Oriental Palace, Luzern, ist ein Hotel der Belle Époque am Nationalquai in Luzern am Vierwaldstättersee. Das Gebäude wurde von 1904 bis 1906 erbaut und ist als Kulturgut von regionaler Bedeutung eingestuft und steht damit als B-Objekt unter Denkmalschutz. Gleich westlich davon befindet sich der ehemalige Kursaal (heute Grand Casino Luzern) und anschliessend das Grand Hotel National.

## Geschichte

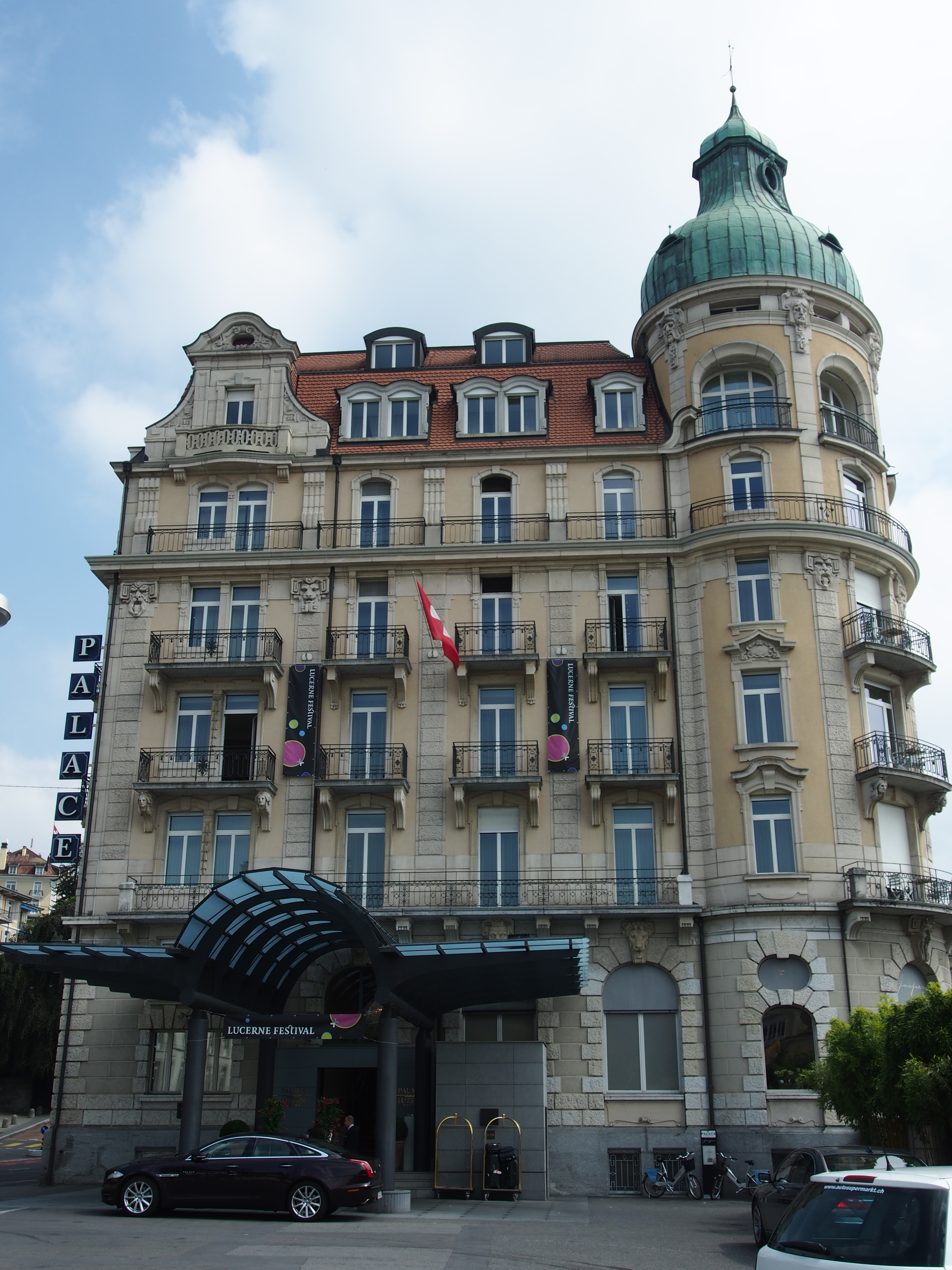
Hotel Palace, Westseite mit Eingang

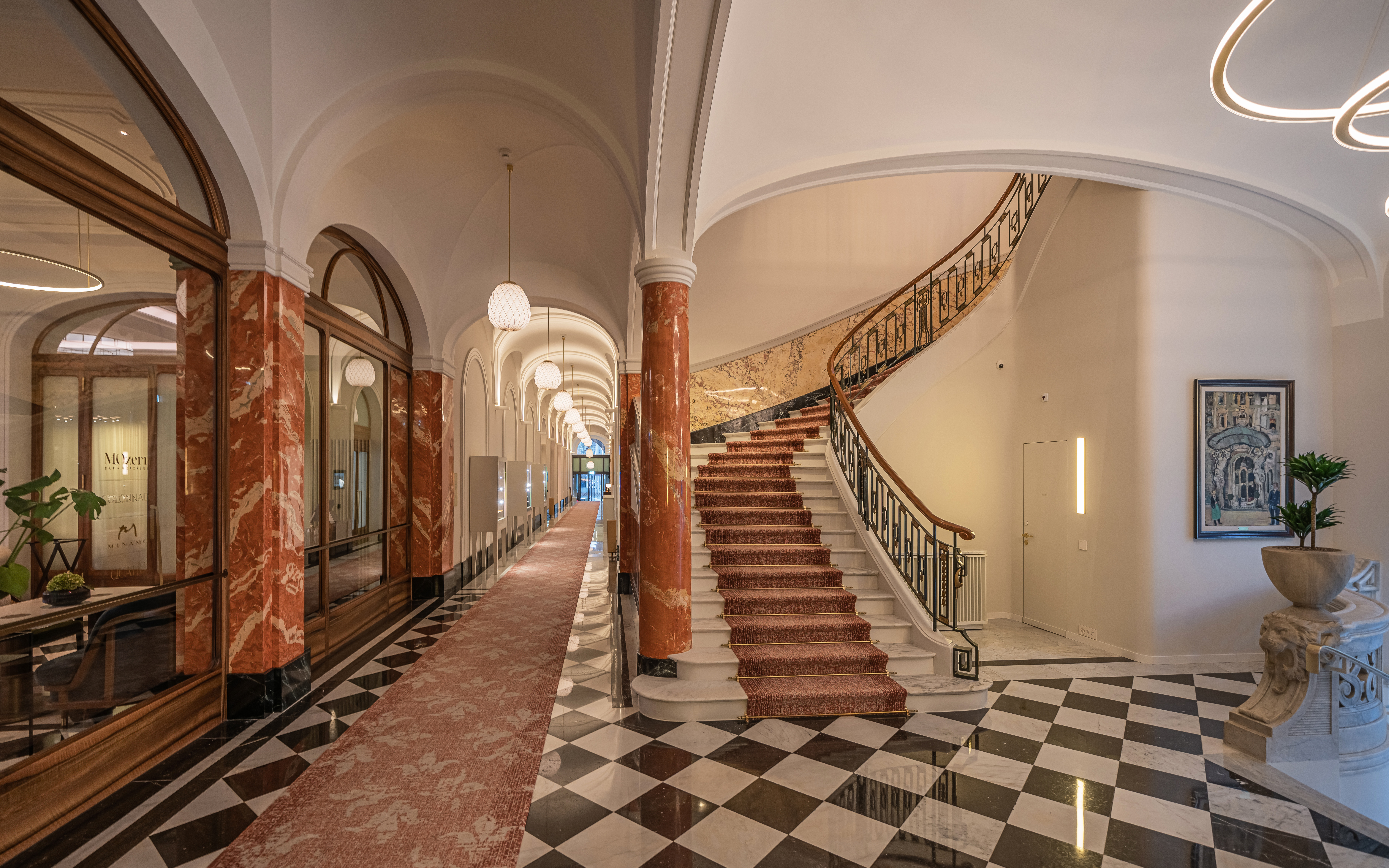
Interieur

Der Schweizer Hotelpionier Franz Josef Bucher-Durrer kaufte 1903 am Ende des Nationalquais das 3'285 Quadratmeter grosse, unbebaute Grundstück für 880'000 Schweizer Franken. Der Quadratmeterpreis von 270 Franken für sumpfigen Boden galt damals als extrem teuer. Nach den Plänen des Architektenteams Meili-Wapf wurde im Juli 1904 mit dem Bau begonnen und am 7. Mai 1906 wurde das Palace Luzern eröffnet. Der Bau kostete 4 Mio. Schweizer Franken. Sämtliche Zimmer und Apartments auf der See- und Ostseite verfügten über private Badezimmer, was damals als extravaganter Luxus galt. Damit kamen auf 350 Betten 120 Bade- und Toilettenzimmer. Demgegenüber hatte der nahe Schweizerhof nur 70 Bäder auf 400 Betten und das National 79 Bäder auf 450 Betten. Zur Eröffnung lobte die Presse das Hotel und zählte es zu den reichsten und elegantesten Häusern der Welt.
Während des Ersten Weltkriegs wurde das Hotel geschlossen und erlebte danach in den 1920er Jahren eine Blütezeit. Zur Zeit der Weltwirtschaftskrise ab 1929 verringerten sich die Übernachtungen und gleichzeitig drückte die Zinsenlast. Der Schweizerischen Hotelgesellschaft AG verblieb nur das Palace Luzern als einziges Hotel aus dem ehemaligen Bucher-Durrer-Imperium. Während des Zweiten Weltkriegs wurde das Hotel als Sanitätsanstalt und Vorratslager genutzt.
Nach einer zweijährigen Renovierung mit Kosten von 1,5 Mio. Schweizer Franken wurde das Hotel 1946 als Luxushotel wiedereröffnet. Seit den 1970er-Jahren wurde das Hotel vielfach modernisiert und umgestaltet und auf Ganzjahresbetrieb umgestellt. Durch den Wiederaufbau der beiden Dachgeschosse für 15 Mio. Schweizer Franken im Winter 1993/94 erhielt das Palace 48 neue Zimmer und Suiten. Im Oktober 1997 übernahm die Victoria-Jungfrau Collection AG den Hotelbetrieb von Walter Ernst und Jürg Reinshagen.
Von 1999 bis 2005 wurde das Hotel für insgesamt 22,7 Mio. Schweizer Franken renoviert, wobei hauptsächlich auf eine architektonische Rückführung zum Jugendstil geachtet wurde. 2005 wurden für 13 Mio. Schweizer Franken Einrichtungen erneuert.
Das Gebäude wurde 2011 für etwas mehr als 30 Mio. Franken von der Victoria-Jungfrau Collection an die CS Funds AG verkauft, einem Immobilienfonds der Credit Suisse. Im Dezember 2015 verkaufte die Credit Suisse das Haus an den chinesischen Investor Yunfeng Gao, dem ebenfalls das Hotel Europäischer Hof in Engelberg und die Hotels Frutt Lodge & Spa und Frutt Family Lodge auf Melchsee-Frutt gehören. 
Seit 2013 wurde das Hotel vom Ehepaar Hunziker geführt. Im Oktober 2017 wurde das Hotel für einen Umbau geschlossen und im Januar 2018 wurde das Inventar verkauft. Nach Verzögerungen startete im Herbst 2018 der Umbau, der 100 Millionen Franken kosten sollte. Die Arbeiten sollten bis Herbst 2019 abgeschlossen sein, später wurde der Oktober 2020 als Wiedereröffnungstermin genannt. Das Hotel sollte danach 148 Zimmer haben, davon eine Suite, zuvor waren es 129 Gästezimmer.
Schliesslich fand die Eröffnung am 24. September 2022 statt mit 136 Zimmern, darunter 48 Suiten. Darüber hinaus beinhaltet das Hotel auch vier Restaurants und einen Spa-Bereich.

## Hotelbetrieb
Das Fünfsternehotel wurde von 1997 bis zur Schliessung im Oktober 2017 von der Victoria-Jungfrau Collection, einer Tochterfirma der Aevis Victoria SA betrieben, die auch die Hotels Eden au Lac in Zürich, Bellevue Palace in Bern sowie das Victoria-Jungfrau Grand Hotel & Spa in Interlaken betreibt. Der Umsatz des Hotels betrug 2014 15,2 Mio. Franken.
Seit der Wiedereröffnung 2022 wird das Hotel von der Mandarin-Oriental-Gruppe geführt.